# Theristus megalaimus
Theristus megalaimus is een rondwormensoort uit de familie van de Xyalidae.